# 蘆名盛興
蘆名盛興（日语：／ Ashina Morioki，1547年—1574年7月12日）是日本戰國時代陸奧國的戰國大名，蘆名氏第17任當主。

## 生涯
天文16年（1547年），盛興作為第16任當主蘆名盛氏的嫡子出生，雖然出生年份有其後說法，但是琚多以1547年出生為準，同時是母親，盛氏的正室伊達稙宗之女與盛氏成婚10年後終於誕下的蘆名氏繼承人。
盛興與父親同樣智勇相傳，他在永祿4年（1561年）於14歲時繼任家督，設法擴大蘆名氏的勢力。然而，正值盛年的盛氏選擇隱居，並且將家督之位讓給年僅年少的盛興，此舉讓人難以理解，加上蘆名氏當時正值內憂外患的時期，盛氏在讓位後亦未有言退，因此推測隱居不過是形式上，實際上盛氏仍然由掌權。永祿9年（1566年），盛興的父親盛氏寫下起請文，希望伊達輝宗能夠將其妹，伊達晴宗的四女嫁給盛興為妻，先前在永祿元年（1558年）已經提出過同樣的請求，但是盛興當時年僅12歲等原因而未有成事，最終輝宗答允盛氏的請求，盛興便迎娶輝宗之妹為妻。
天正2年6月5日（1574年7月12日），盛興病死，而按《會津四家合考》和《富田家年譜》記載則是死於酒精中毒。按《會津舊事雜考》記載，盛氏在永祿5年（1562年）和元龜2年（1571年），兩度在領內禁止釀酒。因此，推測盛興好酒或盛氏擔心盛興的酒癮問題而作出的舉動。不過，盛興在首次禁止釀酒時不過16歲，是否已經嚐酒成性實乃存疑。然而，如果盛興的死因是酒精中毒的話，盛興的病狀應該是長年日積月累之下的後遺症，加上盛興與輝宗之間的通信是由盛興的妻子代筆，由此推測盛興可能長年受到酒精中毒的困擾。
雖然盛興未及繼承蘆名氏便死去，但是依然誕下一女，稱為連蜜（れんみつ）。
盛興死後，盛氏從二階堂氏迎蘆名盛隆為養子，讓其繼承蘆名氏。